# Västmexikansk chachalaca
Västmexikansk chachalaca (Ortalis poliocephala) är en fågel i familjen trädhöns inom ordningen hönsfåglar. Den är endemisk för Mexiko. Arten minskar i antal, men beståndet anses ändå vara livskraftigt.

## Utseende och läte
Chachalacor är små trädhöns med lång stjärt, rätt långa och kraftiga ben, lång hals och högljudda skrovliga läten. Västmexikansk chachalaca är relativt stor (58,5–68,5 cm). Den är gråbrun på ovansida och övre delen av bröstet, gråare huvud och hals, medan den är vit på nedre delen av bröstet och buken. De undre stjärttäckarna är kanelbruna och stjärtpennorna är brett spetsade i gräddbeige. Lätet liknar andra chachalacor, ett rytmiskt tjattrande ”chur-uh-uh-uhr-.

## Utbredning och systematik
Fågeln förekommer enbart i västra Mexiko, från Jalisco och Michoacán till Chiapas. Den behandlas som monotypisk, det vill säga att den inte delas in i några underarter.

## Levnadssätt
Arten påträffas i lövskog, törnbuskmarker och lokalt även i tall- och ekskog. Mindre ofta ses den i mangroveskogar och i palmplantage. Födan består framför allt av frukt, men också blommor, frön, blad och insekter som skalbaggar och myror.

### Häckning
Västmexikansk chachalaca häckar från april till augusti. Hanen och honan hjälps åt med att bygga boet, en grund plattform av kvistar som placeras en till fem meter ovan mark. Däri lägger den två till tre smutsvita ägg som ruvas i 24 dagar.

## Status och hot
Arten har ett stort utbredningsområde och en stor population, men tros minska i antal, dock inte tillräckligt kraftigt för att den ska betraktas som hotad. Internationella naturvårdsunionen IUCN listar därför arten som livskraftig (LC).